# Теодор де Брі

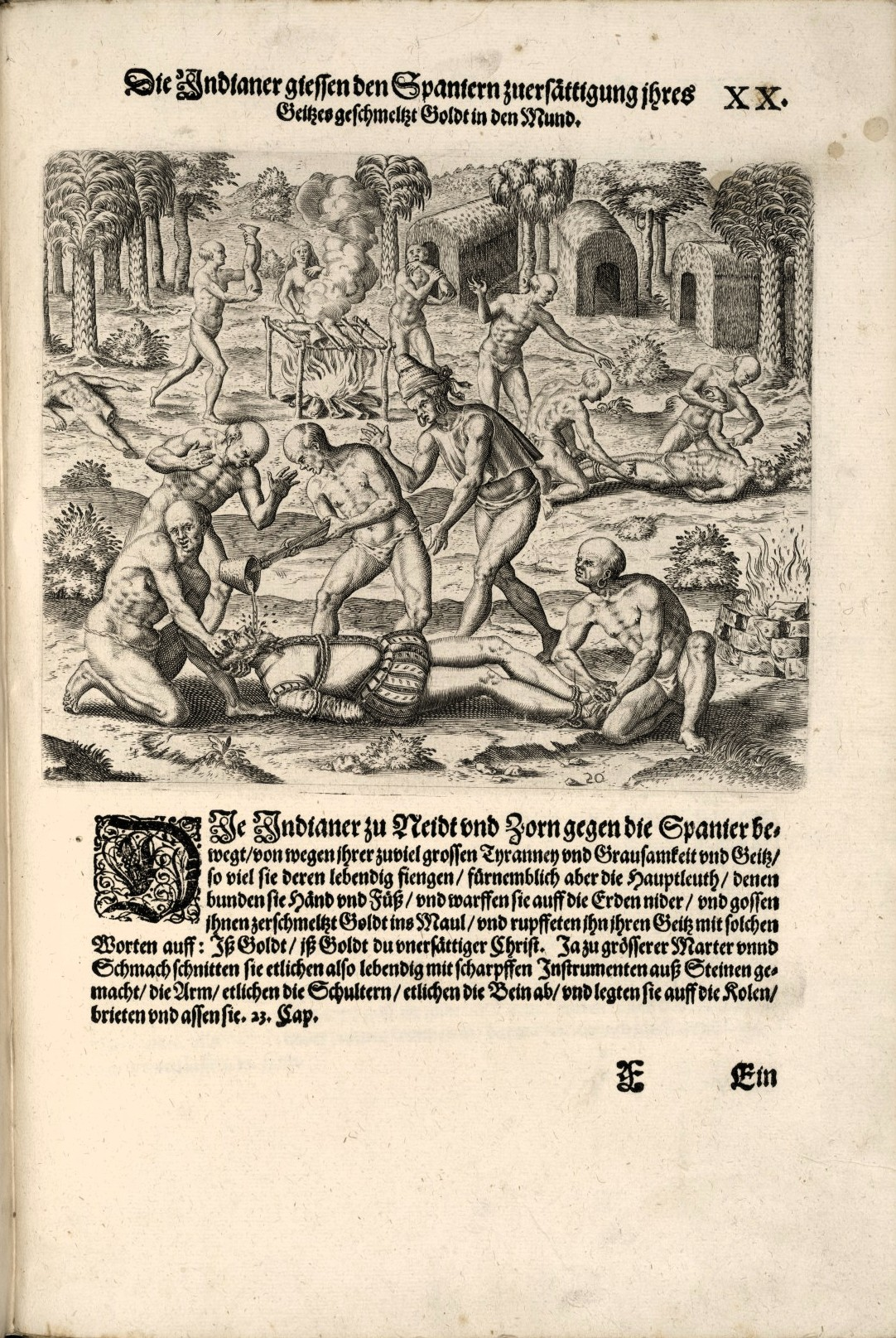
"Аби утамувати свою злість, індіанці заливають розплавлене золото до горла іспанців". Ілюстрація з т. 4 збірки "Grands Voyages voyage accounts to the Americas, and to Africa and the Orient"

Теодор де Брі (нід. Theodor de Bry; 1528, Льєж — 1598, Франкфурт-на-Майні) — фламандський гравер, ювелір, редактор і видавець.
Як протестант, у 1570 році був засуджений до вічного вигнання та конфіскації майна на батьківщині, у Льєжі. Перебрався до Страсбурга, а в 1577 році — до Антверпена.
В 1585—1588 роках жив у Лондоні, де разгорнув активну видавничу діяльність за сприяння англійського уряду.
У 1588 році Теодор разом з родиною переїхав до Франкфурта-на-Майні, став громадянином міста і заснував власний видавничий дім, що став одним з найвпливовіших осередків протестантської пропаганди. За однією з версій, це «відрядження» було виконанням доручення англійської королеви Єлизавети I або ж керівника її спецслужб Френсіса Волсінгема.
Де Брі відомий, зокрема, як видавець та ілюстратор творів Бартоломе де Лас Касаса «Стислий звіт про зруйнування Індій» та Джироламо Бенцоні «Історія Нового Світу», що використовувалися протестантами для антиіспанської і антикатолицької агітації. При цьому де Брі вважають одним із творців так званої «чорної легенди», адже його ілюстрації часто доповнювали розповідь деталями, яких в текстах насправді не було, і таким чином «конструювали» реальність на інтересах замовника.
У 1590 році де Брі разом з синами розпочинає видання серії книг під загальною назвою  "Grands Voyages accounts to the Americas, and to Africa and the Orient" (Великі подорожі до Америки, Африки та Сходу), у якій використано понад 600 гравюр. Видання продовжувалось до 1634 року і склало 87 томів латинською та німецькою мовами.